# Дюфе (лунный кратер)
Кратер Дюфе (лат. Dufay) — крупный древний ударный кратер в экваториальной области обратной стороны Луны. Название присвоено в честь французского астронома Жана Дюфе (1896—1967) и утверждено Международным астрономическим союзом в 1970 г. Образование кратера относится к нектарскому периоду.

## Описание кратера

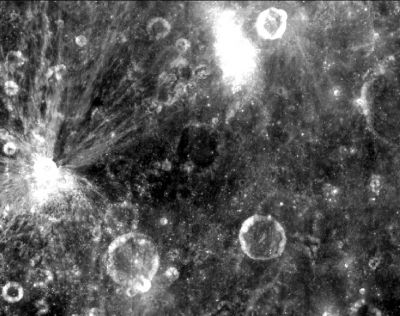
Снимок зонда Clementine. Дюфе - темный кратер в центре фотографии.

Ближайшими соседями кратера являются огромный кратер Мандельштам на западе; кратер Папалекси на северо-западе; кратер Спенсер Джонс на севере-северо-западе; кратер Шаронов на севере-северо-востоке; кратер Валье на востоке-северо-востоке; кратер Кориолис на юге-юго-востоке и кратер Венинг-Мейнес на юго-западе. Селенографические координаты центра кратера 5°34′ с. ш. 169°32′ в. д. / 5,57° с. ш. 169,54° в. д., диаметр 36,1 км, глубина 2,2 км.
Кратер имеет полигональную форму, значительно разрушен за длительное время своего существования.  Вал перекрыт группой маленьких кратеров в юго-западной части. Внутренний склон вала несколько шире в западной части. Высота вала над окружающей местностью достигает 1020 м , объем кратера составляет приблизительно 1 100 км³. Дно чаши ровное, без приметных структур, отмечено множеством мелких кратеров.

## Сателлитные кратеры
| Дюфе | Координаты                                            | Диаметр, км |
| ---- | ----------------------------------------------------- | ----------- |
| A    | 9°20′ с. ш. 170°40′ в. д. / 9,33° с. ш. 170,67° в. д. | 17          |
| B    | 8°22′ с. ш. 171°10′ в. д. / 8,36° с. ш. 171,17° в. д. | 21,2        |
| D    | 6°16′ с. ш. 170°38′ в. д. / 6,26° с. ш. 170,64° в. д. | 27,9        |
| X    | 7°10′ с. ш. 168°45′ в. д. / 7,17° с. ш. 168,75° в. д. | 40,6        |
| Y    | 8°16′ с. ш. 168°38′ в. д. / 8,27° с. ш. 168,63° в. д. | 15,3        |

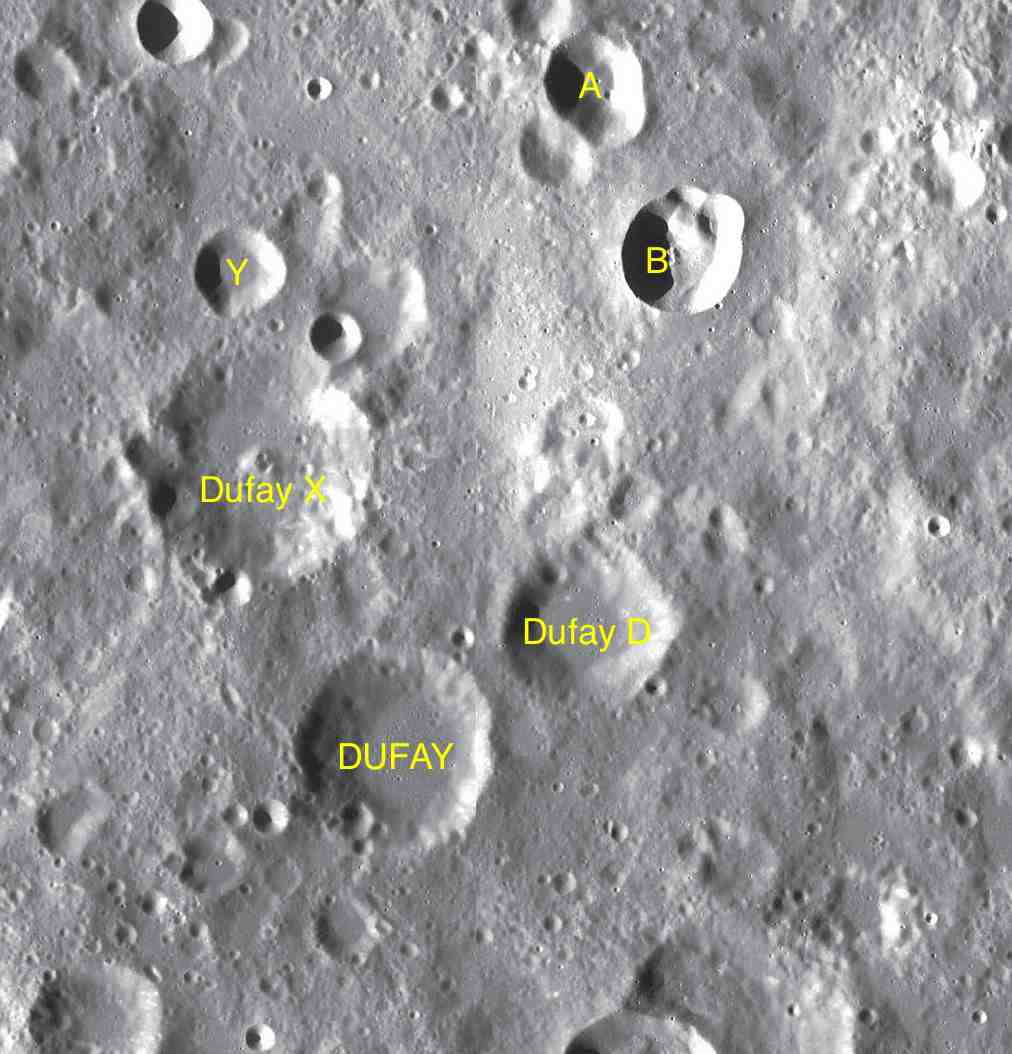
Фрагменты карт LAC-67, LAC-68.

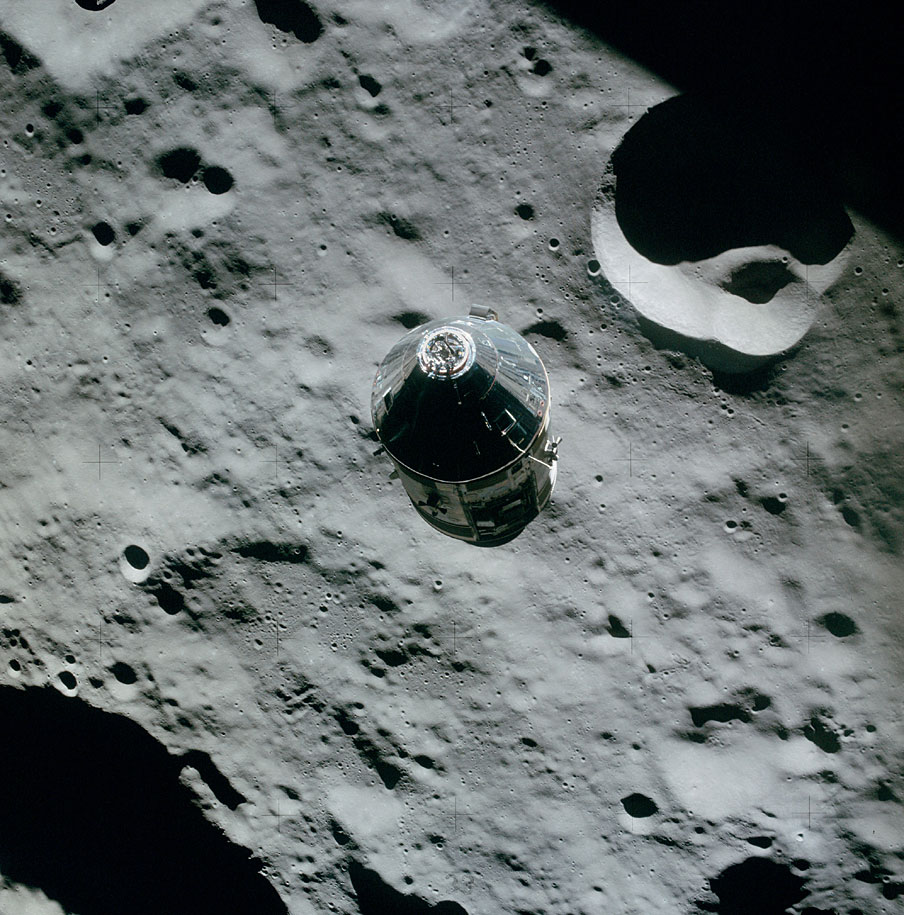
Командный модуль Аполлон-16 над сателлитным кратером Дюфе B (в верхней правой части снимка).

- Образование сателлитного кратера Дюфе D относится к нектарскому периоду[1].

## См.также
- Список кратеров на Луне
- Лунный кратер
- Морфологический каталог кратеров Луны
- Планетная номенклатура
- Селенография
- Минералогия Луны
- Геология Луны
- Поздняя тяжёлая бомбардировка